# 다비에산구역의료중심
다비에산구역의료중심(중국어: 大别山区域医疗中心, 병음: Dàbiéshān Qūyù Yīliáo Zhōngxīn, 영어: Dabie Mountain Regional Medical Centre)은 중화인민공화국 후베이성 황강시 황저우구에 있는 병원 캠퍼스이다. 당초 황강중앙병원의 최종 이전을 위한 새 캠퍼스로 건설됐으나, 우한에서 발생한 코로나19 범유행에 대응해 급속히 검역시설로 전환됐다.

## 같이 보기
- 레이선산 의원
- 훠선산 의원